# Митрюшкин, Антон Владимирович
Анто́н Влади́мирович Митрю́шкин (род. 8 февраля 1996, Красноярск) — российский футболист, вратарь клуба «Локомотив». Победитель юношеского чемпионата Европы 2013.

## Биография
Родился в Красноярске. В семилетнем возрасте вместе с семьёй переехал к родственникам в Ростов-на-Дону. Его отец Владимир Митрюшкин — многократный чемпион СССР по хоккею с мячом в составе красноярского «Енисея».

## Клубная карьера

### «Спартак» (Москва)
Футболом начинал заниматься в школе ростовского СКА, рядом со стадионом которого он жил с семьёй. Первым тренером Митрюшкина был Константин Валентинович Бойко. Затем перешёл в стан другого местного клуба — «Ростова». Тренируясь в составе главной команды города, получил приглашение сыграть за сборную Детской футбольной лиги. В одном из соревнований попал в поле зрения селекционеров столичного «Спартака». В итоге в возрасте 14 лет Митрюшкин оказался в академии клуба, где стал работать с тренером вратарей Юрием Дарвиным. В начале 2013 года попал в дублирующий состав команды, а уже в конце марта дебютировал за «Спартак» в молодёжном первенстве России. 30 марта провёл все 90 минут в домашней игре со сверстниками из «Кубани», которую «красно-белые» выиграли с минимальным счётом. Уже в следующей игре в Ростове-на-Дону против своих бывших одноклубников Митрюшкин вновь с первых минут защищал ворота своей команды. На 82-й минуте при счёте 4:0 уступил место на поле Владиславу Терёшкину, а его партнёры в самом конце встречи смогли забить пятый мяч. 10 апреля главный тренер Валерий Карпин вместо травмированного Сергея Песьякова пригласил на тренировку 17-летнего Митрюшкина. А уже на матч очередного тура Премьер-лиги против «Амкара» он впервые попал в официальную заявку основного состава «Спартака». По возвращении с победного чемпионата Европы продолжил тренировки с «основой», начавшей подготовку к заключительному матчу сезона с владикавказской «Аланией».
За основной состав «Спартака» дебютировал 8 марта 2014 в матче против «Терека». Уже на 33-й секунде пропустил гол, ставший единственным в матче.
5 сентября 2014 года участвовал в матче открытия стадиона «Открытие Арена». В этом матче вышел на замену.

### «Сьон»
1 февраля подписал с швейцарским клубом «Сьон» контракт по схеме «3,5+1». «Спартак» оставил за собой приоритетное право выкупа Митрюшкина в случае, если ему поступит предложение из клуба РФПЛ. 23 апреля в матче против «Лугано» дебютировал в швейцарской Суперлиге. В следующем туре в игре с лидером чемпионата «Базелем» Митрюшкин стал лучшим игроком матча по версии болельщиков. В матче 34 тура отдал голевую передачу и отразил пенальти.
Отбил два удара в послематчевой серии пенальти в полуфинале Кубка Швейцарии против «Люцерна» (0:0, по пенальти 6:5), тем самым помог команде выйти в финал Кубка Швейцарии 2016/17. Во втором туре сезона 2017/18 в матче с «Лозанной-Спорт» вывел команду с капитанской повязкой, став самым молодым капитаном в истории клуба. Повредил хрящевую ткань левого коленного сустава в матче с «Грассхоппером» 26 ноября 2017 года. 4 декабря перенес операцию, однако процесс восстановления затянулся, и Митрюшкин приступил к тренировкам лишь в январе 2019 года. В конце мая контракт был продлён на три сезона. 19 июля провёл первую официальную игру за полтора года — в домашнем матче первого тура чемпионат Швейцарии «Сьон» проиграл «Базелю» 1:4. 30 июня 2020 года Митрюшкин покинул швейцарский клуб.

### «Фортуна»
В июле 2020 года был на просмотре в «Монако», но после прихода Нико Ковача решил не переходить в команду.
27 октября 2020 года подписал однолетний контракт с клубом «Фортуна» (Дюссельдорф).

### «Динамо» (Дрезден)
28 июня 2021 года подписал контракт с дрезденским «Динамо», которое вышло во вторую Бундеслигу. 1 июня 2022 года покинул «Динамо», отыграв пять матчей в сезоне.

### «Химки»
26 июня 2022 года перешел в «Химки», заключив контракт на два года. Дебютировал за клуб 28 сентября 2022 года в матче Кубка России против «Локомотива», который был проигран со счётом 0:5.

### «Локомотив» (Москва)
1 июня 2024 года перешел в московский «Локомотив (Москва)», контракт подписан до 2027 года.

## Карьера в сборной
За юношескую сборную России, составленную из игроков 1996 года рождения выступал с 2011 года, когда дебютировал за неё в товарищеском матче. В 2012 году в её составе принимал участие в международном турнире «Монтегю» и Мемориале имени Виктора Банникова. На Мемориале сборная заняла второе место, в финале в серии пенальти уступив сборной Украины. Митрюшкин провёл на этом турнире три игры и пропустил один мяч. 25 сентября 2012 года сыграл в первом отборочном матче к юношескому чемпионату Европы 2013 года в Словакии со сверстниками из Чехии. В том матче пропустил 3 мяча. Однако в дальнейшем сборная России обыграла сборные Дании и Черногории и вышла в элитный отборочный раунд. Здесь сборная под руководством Дмитрия Хомухи обыграла сборные Словении и Англии с одинаковым счётом 2:1 и уступила португальцам, но при этом смогла завоевать путёвку в финальную часть турнира. В финальном турнире, проходившем в Словакии, в пяти играх Митрюшкин пропустил лишь один мяч в основное время в матче с итальянцами. Полуфинальная встреча со сборной Швеции завершилась нулевой ничьей, а судьба поединка и путёвки в финал решалась в серии послематчевых пенальти, которая завершилась со счётом 10:9 в пользу россиян. Митрюшкин отразил один мяч от Мирзы Халваджича, а затем в свою очередь реализовал свой удар. Финальная встреча с Италией также завершилась «сухой» ничьей, а в серии пенальти Митрюшкин отразил три удара соперника, в результате чего российская сборная одержала верх 5:4 и стала победителем юношеского чемпионата Европы. По окончании турнира в УЕФА отметили игру юного россиянина, назвав Митрюшкина лучшим игроком первенства.
В 2015 году стал серебряным призёром юношеского чемпионата Европы в Греции. На турнире он сыграл в матчах против команд Нидерландов, Германии, Греции и дважды Испании.

## Достижения
«Спартак» (Москва)
- Победитель молодёжного первенства России: 2012/13

«Спартак-2» (Москва)
- Победитель Первенства ПФЛ: 2014/15 (зона «Запад»)

«Сьон»
- Финалист Кубка Швейцарии: 2016/17

Сборная России (до 17 лет)
- Победитель чемпионата Европы среди юношей (до 17 лет): 2013

Сборная России (до 19 лет) 
- Серебряный призёр чемпионата Европы среди юношей (до 19 лет): 2015

### Личные
- Лучший игрок юношеского чемпионата Европы: 2013

## Статистика
| Клуб                     | Сезон            | Лига | Лига | Лига          | Кубки | Кубки | Кубки         | Еврокубки | Еврокубки | Еврокубки     | Итого | Итого | Итого         |
| Клуб                     | Сезон            | Игры | Голы | Матчи на ноль | Игры  | Голы  | Матчи на ноль | Игры      | Голы      | Матчи на ноль | Игры  | Голы  | Матчи на ноль |
| ------------------------ | ---------------- | ---- | ---- | ------------- | ----- | ----- | ------------- | --------- | --------- | ------------- | ----- | ----- | ------------- |
| Спартак (Москва)         | 2013/14          | 2    | −3   | 0             | 1     | −1    | 0             | —         | —         | —             | 3     | −4    | 0             |
| Спартак (Москва)         | 2014/15          | 1    | −2   | 0             | 0     | −0    | 0             | —         | —         | —             | 1     | −2    | 0             |
| Спартак (Москва)         | Итого            | 3    | −5   | 0             | 1     | −1    | 0             | —         | —         | —             | 4     | −6    | 0             |
| → Спартак-2 (фарм-клуб)  | 2013/14          | 5    | −7   | 1             | —     | —     | —             | —         | —         | —             | 5     | −7    | 1             |
| → Спартак-2 (фарм-клуб)  | 2014/15          | 1    | −2   | 0             | —     | —     | —             | —         | —         | —             | 1     | −2    | 0             |
| → Спартак-2 (фарм-клуб)  | 2015/16          | 4    | −4   | 1             | —     | —     | —             | —         | —         | —             | 4     | −4    | 1             |
| → Спартак-2 (фарм-клуб)  | Итого            | 10   | −13  | 2             | —     | —     | —             | —         | —         | —             | 10    | −13   | 2             |
| Сьон                     | 2015/16          | 7    | −11  | 0             | —     | —     | —             | —         | —         | —             | 7     | −11   | 0             |
| Сьон                     | 2016/17          | 35   | −55  | 7             | 5     | −9    | 1             | —         | —         | —             | 40    | −64   | 8             |
| Сьон                     | 2017/18          | 16   | −27  | 3             | 1     | −2    | 0             | 2         | −4        | 0             | 19    | −33   | 3             |
| Сьон                     | 2018/19          | —    | —    | —             | —     | —     | —             | —         | —         | —             | 0     | −0    | 0             |
| Сьон                     | 2019/20          | 8    | −18  | 1             | 2     | −1    | 1             | —         | —         | —             | 10    | −19   | 2             |
| Сьон                     | Итого            | 66   | −111 | 11            | 8     | −12   | 2             | 2         | −4        | 0             | 44    | −40   | 17            |
| → Сьон II (фарм-клуб)    | 2015/16          | 7    | −13  | 2             | —     | —     | —             | —         | —         | —             | 7     | −13   | 2             |
| → Сьон II (фарм-клуб)    | 2018/19          | 2    | −4   | 0             | —     | —     | —             | —         | —         | —             | 2     | −4    | 0             |
| → Сьон II (фарм-клуб)    | 2019/20          | 6    | −5   | 3             | —     | —     | —             | —         | —         | —             | 6     | −5    | 3             |
| → Сьон II (фарм-клуб)    | Итого            | 15   | −22  | 5             | —     | —     | —             | —         | —         | —             | 15    | −22   | 5             |
| Фортуна II (Дюссельдорф) | 2020/21          | 9    | −12  | 0             | —     | —     | —             | —         | —         | —             | 9     | −12   | 0             |
| Фортуна II (Дюссельдорф) | Итого            | 9    | −12  | 0             | —     | —     | —             | —         | —         | —             | 9     | −12   | 0             |
| Динамо (Дрезден)         | 2021/22          | 5    | −8   | 1             | 0     | −0    | 0             | —         | —         | —             | 5     | −8    | 1             |
| Динамо (Дрезден)         | Итого            | 5    | −8   | 1             | 0     | −0    | 0             | —         | —         | —             | 5     | −8    | 1             |
| Химки                    | 2022/23          | 9    | −20  | 1             | 3     | −10   | 0             | —         | —         | —             | 12    | −30   | 1             |
| Химки                    | 2023/24          | 2    | −5   | 0             | 0     | 0     | 0             | —         | —         | —             | 2     | −5    | 0             |
| Химки                    | Итого            | 11   | −25  | 1             | 3     | −10   | 0             | —         | —         | —             | 14    | −35   | 1             |
| → Химки-М (фарм-клуб)    | 2022/23          | 1    | −2   | 0             | —     | —     | —             | —         | —         | —             | 1     | −2    | 0             |
| → Химки-М (фарм-клуб)    | Итого            | 1    | −2   | 0             | —     | —     | —             | —         | —         | —             | 1     | −2    | 0             |
| Всего за карьеру         | Всего за карьеру | 120  | −198 | 20            | 12    | −23   | 2             | 2         | −4        | 0             | 134   | −225  | 22            |